# Oenanthe rhenana
Oenanthe rhenana är en flockblommig växtart som beskrevs av Dc. Oenanthe rhenana ingår i släktet stäkror, och familjen flockblommiga växter. Inga underarter finns listade i Catalogue of Life.